# انجامش نده (فیلم)
انجامش نده (به انگلیسی: Don't Do It) فیلمی محصول سال ۱۹۹۴ و به کارگردانی یوجین هس است. در این فیلم بازیگرانی همچون هدر گراهام، جیمز لوگرو، شریل لی، اسای مورالس، جیمز مارشال، سارا تریجر، بالتازار گتی و آلکسیس آرکت ایفای نقش کرده‌اند.